# تپه دول آسیاب
تپه دول آسیاب مربوط به عصر آهن است و در شهرستان الیگودرز، بخش بشارت، دهستان پیشکوه ذلقی، ۳ کیلومتری جنوب شرقی روستای قلیان واقع شده و این اثر در تاریخ ۱۸ اسفند ۱۳۸۷ با شمارهٔ ثبت ۲۵۲۵۷ به‌عنوان یکی از آثار ملی ایران به ثبت رسیده است.